# دیماس فیلگیراس
دیماس فیلگیراس (پرتغالی: Dimas Filgueiras؛ ۱۳ مهٔ ۱۹۴۴ – ۲۲ دسامبر ۲۰۲۳) بازیکن فوتبال اهل برزیل بود.
از جمله باشگاه‌هایی که وی در آنها بازی کرده‌است، می‌توان به باشگاه فوتبال بوتافوگو و باشگاه ورزشی فورتالزا اشاره کرد.
فیلگیراس در ۲۲ دسامبر ۲۰۲۳، در سن ۷۹ سالگی درگذشت.